# Vjeran Zuppa
Vjeran Zuppa (Split, 26. siječnja 1940. – Zagreb, 10. listopada 2023.),  hrvatski dramaturg, teoretičar književnosti i pjesnik, kazališni teoretičar i kritičar, upravitelj i dramaturg Teatra ITD (1966. – 1977.) 
Doktorirao je na Filozofskom fakultetu na temu: "Pojam dramaturgije u dvadesetom stoljeću".
Zuppa je bio urednik više časopisa i tjednika, „Razlog“ (1961. – 1967.), „Telegram“ (1969. – 1971.), „Teka“ (1972. – 1975.), „Teatar i teorija“ (od 1995.). Od 1962. do 1965. uređivao je Malu biblioteku časopisa Razlog. 
Objavio je veći broj knjiga s područja književne teorije, ali i tri zbirke pjesama i jednu dramu (“Floria Tosca ili smrt engleske kraljice”). Preveo je niz značajnih francuskih, njemačkih i talijanskih filozofa, teoretičara i pjesnika. 
Nakon knjiga “Isprika za pjesmu” i “Lirica i naviga” sastavio je s dr. Stamaćem antologiju “Nova europska kritika” I-III  (1969. – 1972). 
Zuppa je zastupljen u značajnim antologijama eseja, hrvatskog suvremenog pjesništva i dramske teorije. Njegova djela su prevođena na više jezika. Nositelj je značajnih književnih nagrada. 
S područja teorije teatra objavio je tri knjige: "Uvod u fenomenologiju suvremenog hrvatskog glumišta" ili "Štap i šešir!" (1985.), "Uvod u dramatologiju" (1995.), "Teatar kao sholé" (2004.).
Od 1984. Zuppa je stalno zaposlen na ADU. 
Njegov otac je Tomislav Zuppa, hrvatski pjesnik i tekstopisac.